# Râul Poclușa
Râul Poclușa este un curs de apă, afluent al râului Șoimu. 

## Hărți
- Harta Munții Codru-Moma  Arhivat în 9 iunie 2008, la Wayback Machine.